# Archery GB
Archery GB, anciennement la Grand National Archery Society (GNAS), est l'organe directeur du sport du tir à l'arc au Royaume-Uni. Cette organisation principale regroupe 8 sociétés régionales et de nombreuses sociétés de comté. Elle est affiliée à la World Archery Federation (WA) ; et membre de l’Association olympique britannique. La devise de la société est : "Union, Trueheart and Courtesie".

## Rôle
L'Archery GB, est l'organe directeur de toutes les formes de tir à l'arc au Royaume-Uni, y compris le tir à l'arc sur cible et le tir à l'arc en campagne.
La société est actuellement responsable de plus de 1100 clubs et de 40 000 membres inscrits à travers le Royaume-Uni. L'organisation publie quatre fois par an le magazine Archery UK, qui est inclus dans l'affiliation des licenciés. Elle organise également ses propres tournois nationaux et est responsable de la formation des entraîneurs, ainsi que de s'assurer que les clubs affiliés sont couverts par leur police d'assurance de responsabilité civile. Ces coûts sont en partie couverts par les frais d’affiliation, que tous les membres des clubs paient, à la fois aux associations de comté et aux associations régionales et à Archery GB.

## Histoire
La première grande réunion nationale de tir à l'arc a eu lieu à Knavesmire à York en 1843, mais la Grand National Archery Society n'a été fondée qu'en 1861 lorsqu'elle s'est réunie à l'hôtel Adelphi à Liverpool. Ses premières activités se limitaient à l'organisation des championnats nationaux annuels, il y avait alors de nombreuses sociétés de tir à l'arc ; et elle n'est devenu l'organe directeur du Royaume-Uni que beaucoup plus tard. Par la suite, chaque archer souhaitant participer à une compétition ou tirer dans un club devait devenir membre de la GNAS notamment pour être couvert par les assurances.
Trois sociétés plus anciennes et d'importance historique - qui existent encore aujourd'hui - étaient les Royal Toxophilites (fondées en 1781), les Woodmen of Arden (fondées en 1785) et la Royal Company of Archers (fondée en 1676). Ils sont indépendants du GNAS, bien que certains membres puissent appartenir aux deux.
Le tir à l'arc étant désormais fermement établi aux Jeux olympiques, Archery GB a connu de nombreux succès internationaux et les archers britanniques ont remporté un total de 4 médailles depuis la restauration de ce sport aux Jeux olympiques de 1972.

## Archery GB
Lors de l'assemblée générale annuelle tenue à Lilleshall le 19 avril 2008, une annonce officielle a été faite confirmant que "Archery GB" deviendrait le nom commercial du GNAS.